# Gynoplistia serrulata
Gynoplistia serrulata là một loài ruồi trong họ Limoniidae. Chúng phân bố ở miền Australasia.